# Camp militaire Soundiata-Keïta (Guinée)
Pour l’article homonyme, voir Camp militaire Soundiata-Keïta (Mali).
Le camp militaire Soundiata-Keïta, appelé traditionnellement Kankoro, est un camp militaire guinéen situé à Kankan dans la région de Kankan (Haute Guinée) ,.

## Histoire
C’est en 1891 que fut créée la première unité militaire de type moderne à Kankan par le lieutenant Charles Mangin constituée essentiellement de tirailleurs regroupés contre l’Almamy Samory Touré alors en guerre contre le colonisateur français.
Après avoir capturé et dominé la rivière du Sud, l’armée français installe un camp dénommé camp général Archinard qui avait envoyé la colonne du capitaine Gouraud à la poursuite de Samory à Bissandougou puis à Dénifasso en 1898.
Après l’indépendance de la Guinée en 1958, l’administration guinéenne procède à la création de l’armée nationale le 1er novembre 1958.
Le 7 avril 1959, le camp de Kankan et cinq autres du pays prennent le nom des héros nationaux et africains et de la résistance à la pénétration coloniale. Le camp Archinard est baptisé camp Soundiata Keïta empereur du Manding avec le drapeau du 1er Bataillon de Souveraineté.